# Teatre Janáček
Teatre Janáček (en txec Janáčkovo divadlo) és un teatre situat a la ciutat de Brno, República Txeca. Forma part del Teatre Nacional de Brno. Va ser construït de 1960 a 1965 i es va inaugurar l'octubre de 1965. Durant la seva existència, el teatre ha estrenat una vintena d'òperes i ballets.

## Història
L'edifici del teatre Janáček, el més jove dels edificis del Teatre Nacional de Brno, va ser planificat des de principis del segle xx. De 1910 a 1957, es van celebrar set concursos arquitectònics per trobar el millor disseny i projecte de l'edifici. Al voltant de 150 arquitectes van participar en els concursos, entre ells diversos exponents notables de les arts i l'arquitectura txeques: Bohuslav Fuchs, Josef Gočár, Vlastislav Hofman, Josef Chochol, Pavel Janák, Jan Kotěra i altres. Els dissenys proposats abasten una àmplia gamma d'estils arquitectònics que documenten la història i el desenvolupament de l'arquitectura txeca a la primera meitat del segle xx. Entre els estils hi ha historicisme, Art Nouveau, cubisme, modernisme, funcionalisme, realisme socialista i neofuncionalisme.